# Hermann Henselmann

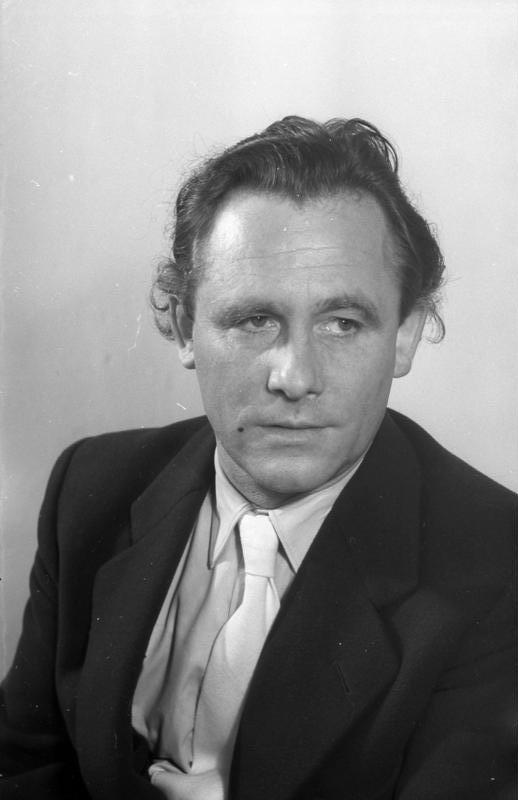
Hermann Henselmann, 1952

Hermann Henselmann, född 1905, död 1995, var en tysk arkitekt. Henselmann är mest känd för sina byggnader i Östtyskland under 1950- och 1960-talet där han kom att tillhöra de ledande arkitekterna. Efter andra världskriget fortsatte Henselmanns karriär i Östtyskland där han blev en företrädare för den socialistiska realismen inom arkitekturen. Hans mest kända projekt torde vara arbetet med Karl-Marx-Allee (som då hette Stalinallee fram till november 1961) med byggnader vid Strausberger Platz, Frankfurter Tor och Alexanderplatz. Han blev 1953 chefsarkitekt vid Berlins magistrat. Han gick i pension 1972.